# Żubrów
Żubrów (prononciation : [ˈʐubruf]) est un village polonais de la gmina de Sulęcin dans le powiat de Sulęcin de la voïvodie de Lubusz dans l'ouest de la Pologne.
Il se situe à environ 20 km à l'est de Sulęcin (siège de la gmina et du powiat), 30 km au sud de Gorzów Wielkopolski (capitale de la voïvodie) et 61 km au nord de Zielona Góra (siège de la diétine régionale).
Le village compte approximativement une population de 779 habitants en 2009.

## Histoire

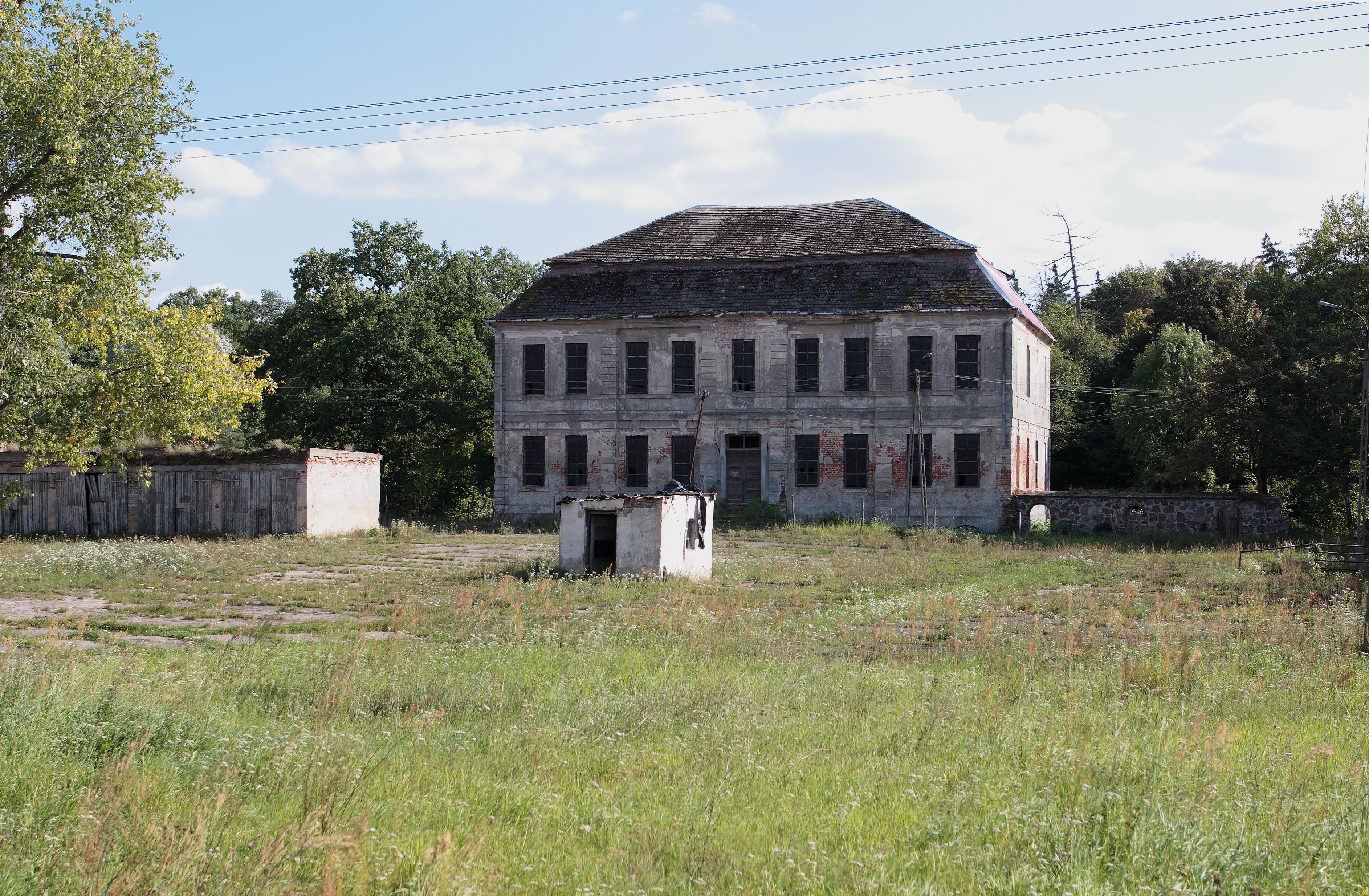
Palais à Żubrów

Le nom allemand du village était Herzogswalde.
Après la Seconde Guerre mondiale, avec la mise en œuvre de la ligne Oder-Neisse, le village est intégré à la République populaire de Pologne. La population d'origine allemande est expulsée et remplacée par des polonais.
De 1975 à 1998, le village appartenait administrativement à la voïvodie de Gorzów.

Depuis 1999, il appartient administrativement à la voïvodie de Lubusz